# Reisberg, Šentandraž v Labotski dolini
Reisberg je naselje v Občini Šentandraž v Labotski dolini v Okraju Volšperk na Koroškem v Avstriji.